# Vanessa Atkinson
Vanessa Louise Atkinson (* 10. März 1976 in Newcastle) ist eine ehemalige englisch-niederländische Squashspielerin.

## Leben
Vanessa Atkinson wurde im englischen Newcastle geboren. Als sie noch ein Kind war, zog ihre Familie in die Niederlande, wo sie auch mit dem Squashsport begann. Sie besitzt zwar den englischen Pass, hat in ihrer gesamten Karriere aber ausschließlich für den niederländischen Verband gespielt. Sie lebt in einer Beziehung mit dem englischen Squashspieler James Willstrop. Im November 2013 wurden die beiden Eltern eines Sohnes.

## Karriere
Vanessa Atkinson war in ihrer Karriere, die sie 1995 begann, sehr erfolgreich. Ihren größten Titel gewann sie in der Saison 2004, als sie in Malaysia mit 9:1, 9:1 und 9:5 Natalie Grinham im Finale der Weltmeisterschaft bezwang. Im Dezember 2005 übernahm sie zudem erstmals die Führung in der Weltrangliste, wenn auch nur für einen Monat. Von April bis Juli 2006 eroberte sie die Spitze kurzzeitig von Nicol David zurück, ehe sie diese an eben jene wieder verlor. Auf der WSA Tour gewann sie zahlreiche Titel, unter anderem auch bei großen Turnieren wie den US Open, das Tournament of Champions oder die Qatar Classic.
Auf europäischer Ebene wurde sie 2005 Europameister mit einem 9:7-, 9:7- und 9:3-Sieg über Linda Elriani. Fünf Jahre später wurde sie mit der niederländischen Nationalmannschaft ebenfalls Europameister. Insgesamt zwölfmal gewann sie die niederländische Landesmeisterschaft.
Im März 2011 beendete sie ihre Karriere.

## Erfolge
- Weltmeister: 2004
- Europameister: 2005
- Europameister mit der Mannschaft: 2010
- 5 Monate Weltranglistenerste
- Gewonnene WSA-Titel: 25
- Niederländischer Meister: 12 Titel (1996–2001, 2003, 2005–2007, 2009, 2010)